# Yanjanani Sakala
Yanjanani Sakala, né le 16 mai 1988, est un coureur cycliste zambien. Son palmarès comprend plusieurs titres de champion national.

## Palmarès
- 2010
  -  Champion de Zambie du contre-la-montre
- 2022
  -  Champion de Zambie sur route
  - Zambezi Escarpment Tour
  - State Lodge Challenge
- 2023
  -  Champion de Zambie du contre-la-montre
- 2025
  -  Champion de Zambie du contre-la-montre
  - 2e du championnat de Zambie sur route